# Marek Tvrdoň
Marek Tvrdoň, född 31 januari 1993 i Nitra, Slovakien, är en slovakisk professionell ishockeyspelare (ytterforward) som spelar för HK Nitra i slovakiska Extraliga.